# Лучик, Александр Юрьевич
Алекса́ндр Ю́рьевич Лу́чик (укр. Олександр Юрійович Лучик; род. 30 марта 1994, Вижница, Черновицкая область) — украинский футболист, полузащитник немецкого клуба Саарландлиги «Ауэрсмахер».

## Биография
Воспитанник ДЮСШ-3 (Ивано-Франковск) и мариупольского «Ильичёвца». После завершения обучения начал играть в молодёжном первенстве за мариупольскую команду. В дубле «Ильичёвца» за три сезона провёл 46 матчей. В этот период привлекался к играм юношеской сборной Украины U-18, за которую провёл 11 матчей, забил 2 гола.
Летом 2014 года перешёл в клуб первой лиги ПФК «Сумы». Игрок, хорошо знакомый тренеру Юрию Ярошенко по совместной работе в «Ильичёвце», был приглашён в команду после ухода опытных лидеров полузащиты во главе с Дураем, из-за чего в центре поля у сумчан намечались большие проблемы. Дебютировав во взрослом футболе, Лучик с первых матчей вышел на хороший уровень, поучаствовав во всех матчах летне-осенней части сезона, сыграв в итоге больше всех матчей среди полузащитников.
После уверенной игры в первой лиге уже ближайшей зимой Лучик был приглашён обратно в «Ильичёвец». С мариупольцами провёл турецкий сбор, после чего 10 апреля 2015 года в игре с «Говерлой», заменив на 94-й минуте Ринара Валеева, дебютировал в Премьер-лиге. До конца сезона ещё дважды в матчах высшего дивизиона выходил на поле в футболке первой команды, оба раза меняя партнёров перед самым финальным свистком.